# Geografía de Mónaco
Mónaco (en francés, Principauté de Monaco, y en monegasco "Prinçipatu de Mu̍negu") es un estado de Europa occidental, a orillas del mar Mediterráneo en la costa meridional de Francia, cerca de la frontera con Italia. Forma parte de la Costa Azul, región turística que no tiene límites oficiales.

## Geografía física
Con dos kilómetros cuadrados de superficie, el principado es el segundo Estado independiente más pequeño del mundo, después de la Ciudad del Vaticano. Está enclavado, excepto por su fachada marítima, en el arrondissement de Nice y por tanto en el departamento francés de los Alpes Marítimos y la región francesa de Provence-Alpes-Côte d'Azur, sobre la costa mediterránea a 18 km de Niza y a 12 km de la frontera franco-italiana. De oeste a este, limita con las comunas francesas de Cap-d'Ail, La Turbie, Beausoleil y Roquebrune-Cap-Martin. 

### Relieve
Se encuentra sobre un promontorio de la Costa Azul, y su relieve, accidentado, escabroso y rocoso, está formado por las últimas de los Alpes. El punto más alto es Mont Agel (140 m s. n. m. Su territorio está prácticamente urbanizado en su totalidad, pero comprende de numerosos espacios verdes.)

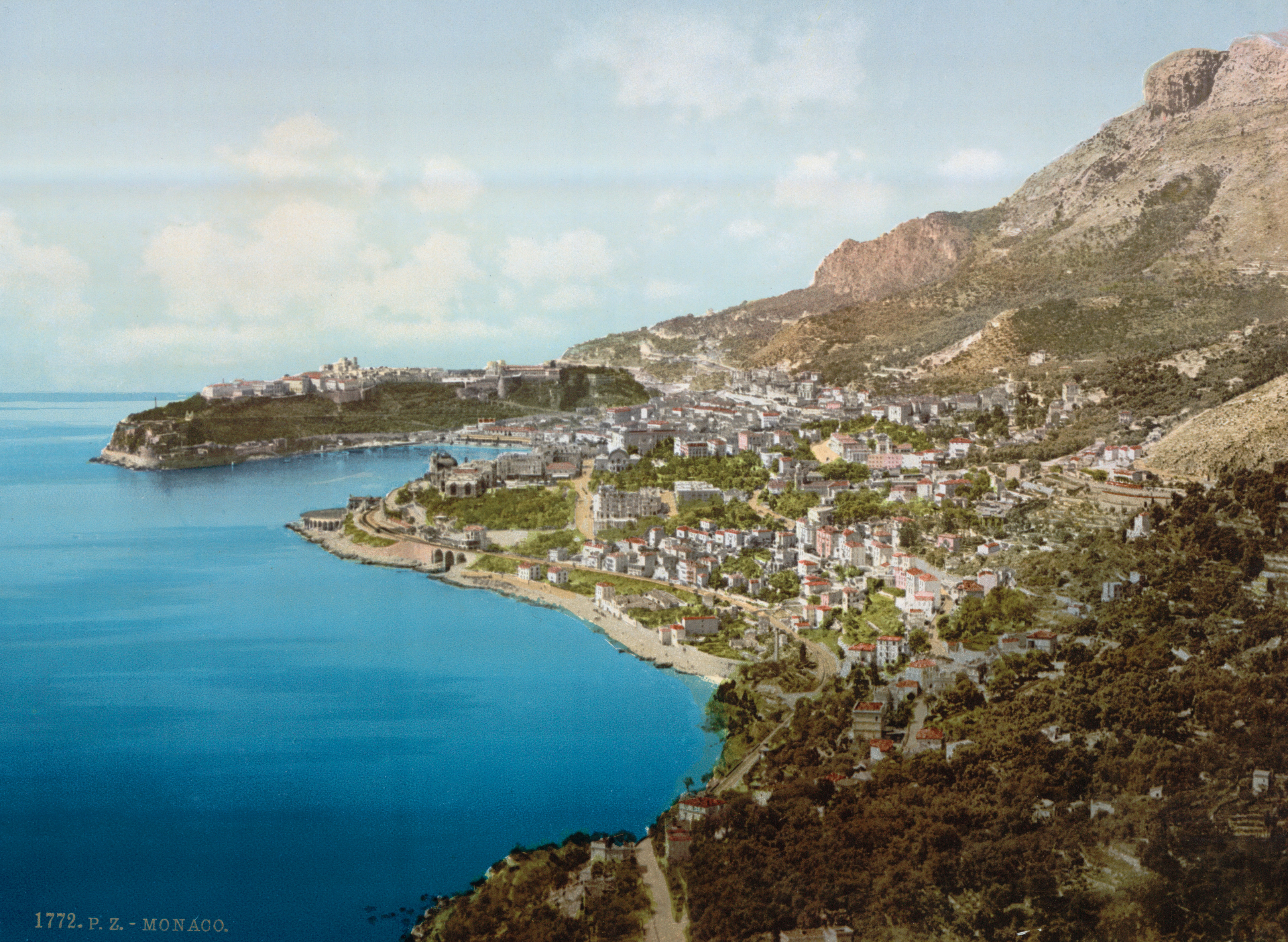
Vista general del Principado.

### Clima
Mónaco tiene un clima mediterráneo, suave y soleado a lo largo de todo el año. En la clasificación del clima de Köppen es clima mediterráneo de veranos frescos, Csb, que se ve influido por el clima oceánico y el clima subtropical húmedo. Como resultado, los inviernos son suaves y lluviosos, y los veranos, cálidos y secos, moderados por la proximidad del Mediterráneo. Interludios frescos y lluviosos pueden interrumpir la seca estación veraniega, cuya longitud media es también más corta. La temperatura media en enero y febrero es de 8 °C, y de 26 °C en julio y agosto. Este clima explica que, a mediados del siglo XIX se convirtiera en un lugar de estancia balnearia y centro turístico de fama mundial. 
| Parámetros climáticos promedio de Monte Carlo, Mónaco | Parámetros climáticos promedio de Monte Carlo, Mónaco | Parámetros climáticos promedio de Monte Carlo, Mónaco | Parámetros climáticos promedio de Monte Carlo, Mónaco | Parámetros climáticos promedio de Monte Carlo, Mónaco | Parámetros climáticos promedio de Monte Carlo, Mónaco | Parámetros climáticos promedio de Monte Carlo, Mónaco | Parámetros climáticos promedio de Monte Carlo, Mónaco | Parámetros climáticos promedio de Monte Carlo, Mónaco | Parámetros climáticos promedio de Monte Carlo, Mónaco | Parámetros climáticos promedio de Monte Carlo, Mónaco | Parámetros climáticos promedio de Monte Carlo, Mónaco | Parámetros climáticos promedio de Monte Carlo, Mónaco | Parámetros climáticos promedio de Monte Carlo, Mónaco |
| Mes                                                   | Ene.                                                  | Feb.                                                  | Mar.                                                  | Abr.                                                  | May.                                                  | Jun.                                                  | Jul.                                                  | Ago.                                                  | Sep.                                                  | Oct.                                                  | Nov.                                                  | Dic.                                                  | Anual                                                 |
| ----------------------------------------------------- | ----------------------------------------------------- | ----------------------------------------------------- | ----------------------------------------------------- | ----------------------------------------------------- | ----------------------------------------------------- | ----------------------------------------------------- | ----------------------------------------------------- | ----------------------------------------------------- | ----------------------------------------------------- | ----------------------------------------------------- | ----------------------------------------------------- | ----------------------------------------------------- | ----------------------------------------------------- |
| Temp. máx. media (°C)                                 | 12.5                                                  | 13.1                                                  | 14.5                                                  | 16.7                                                  | 19.8                                                  | 23.3                                                  | 26.4                                                  | 26.6                                                  | 24.2                                                  | 20.8                                                  | 16.2                                                  | 13.5                                                  | 19.0                                                  |
| Temp. media (°C)                                      | 8.7                                                   | 9.4                                                   | 10.9                                                  | 13.2                                                  | 16.4                                                  | 19.9                                                  | 22.9                                                  | 23.0                                                  | 20.5                                                  | 17.0                                                  | 12.4                                                  | 9.6                                                   | 15.3                                                  |
| Temp. mín. media (°C)                                 | 4.9                                                   | 5.6                                                   | 7.2                                                   | 9.7                                                   | 13.0                                                  | 16.4                                                  | 19.3                                                  | 19.3                                                  | 16.9                                                  | 13.2                                                  | 8.6                                                   | 5.7                                                   | 11.7                                                  |
| Precipitación total (mm)                              | 82.7                                                  | 76.4                                                  | 70.5                                                  | 62.2                                                  | 48.6                                                  | 36.9                                                  | 15.6                                                  | 31.3                                                  | 54.4                                                  | 108.2                                                 | 104.2                                                 | 77.5                                                  | 768.5                                                 |
| Días de precipitaciones (≥ 1 mm)                      | 6.8                                                   | 6.4                                                   | 6.1                                                   | 6.3                                                   | 5.2                                                   | 4.1                                                   | 1.9                                                   | 3.1                                                   | 4.0                                                   | 5.8                                                   | 7.0                                                   | 6.0                                                   | 62.7                                                  |
| Horas de sol                                          | 148.8                                                 | 152.6                                                 | 201.5                                                 | 228.0                                                 | 269.7                                                 | 297.0                                                 | 341.0                                                 | 306.9                                                 | 240.0                                                 | 204.6                                                 | 156.0                                                 | 142.6                                                 | 2668.7                                                |
| Fuente: Observatorio de Hong Kong Junio de 2010       |                                                       |                                                       |                                                       |                                                       |                                                       |                                                       |                                                       |                                                       |                                                       |                                                       |                                                       |                                                       |                                                       |

### Medio ambiente
23 hectáreas están protegidas como humedal de importancia internacional al amparo del Convenio de Ramsar, en un sitio Ramsar llamado Reserva submarina de Larvotto. Aparte de Larvotto, Mónaco cuenta con otras dos áreas protegidas, Corail rouge (marina, una hectárea) y Tombant à corail des Spélugues (reserva marina, una hectárea).

## Geografía humana
La población estimada, en julio de 2009, era de 32.965 habitantes, lo que da una altísima densidad de población, de más de 16.000 habitantes por kilómetro cuadrado. El 100% de la población vive en zona urbana.

El 47% de la población es francesa, un 16% monegasca, el 16% italiana y el 21% restante se divide entre diversos grupos étnicos.

El idioma francés es el oficial, hablándose igualmente monegasco, inglés e italiano.

La principal religión (90%) es la católica.

No hay divisiones administrativas formalmente constituidas, pero sí se pueden distinguir cuatro barrios (quartiers, singular - quartier): Fontvieille, La Condamine, Monaco-Ville y Montecarlo. La capital es Monaco-Ville, con 1.034 habitantes (2000), que se alza sobre un pequeño acantilado; en ella se encuentran el Palacio del Príncipe y el Museo Oceanográfico. Montecarlo queda al este de Monaco-Ville, es un barrio residencial de 3.034 habitantes (2000), estación turística y climática, y allí se encuentra un famoso Casino (1868) y el circuito de Fórmula 1. En La Condamine, de 3.847 habitantes (2000) se encuentran el puerto y la industria (de artesanía, productos de precisión y editorial). Fontvieille, con 3.292 habitantes (2000), es el más nuevo de los distritos del principado, construido recientemente sobre unos terrenos ganados al Mediterráneo durante los años setenta; allí está el Estadio de fútbol Luis II.

## Geografía económica
Carece de recursos naturales. El uso de la tierra es urbano al 100%. Su principal actividad es el turismo, base de su economía. Al sector servicios se dedica 95,1% (2005) de su población activa. No obstante, cuenta también con industria que da trabajo al 4,9% restante.